# Anke Gerber (Clownin)
Anke Gerber (* 27. April 1952 auf der Insel Usedom) ist eine deutsche Clownin und Pantomimin.

## Leben

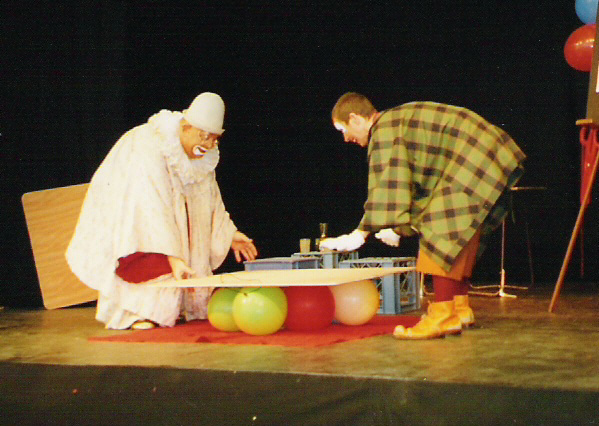
„Clemil und Ankeblümli“ („Festival der Träume“, Innsbruck 1999)

Anke Gerber steht seit ihrer frühen Kindheit auf der Bühne. Zunächst im Amateur-Ensemble der Peenewerft, dann als Mitglied des Studio-Balletts am Greifswalder Theater. 1970 bis 1973 absolvierte sie die Staatliche Ballettschule in Berlin. Danach war sie freiberufliche Pantomimin, arbeitete mit den in der DDR bekannten Liedermachern Helga und Clement de Wroblewsky zusammen.
1974 nahm Anke Gerber an der Humboldt-Universität Berlin ein Philosophiestudium auf, das sie 1980 als Diplomphilosoph abschloss. Währenddessen folgten Tourneen durch die Sowjetunion und nach Schweden. Seit 1978/1979 wurde Anke Gerber der breiten Öffentlichkeit bekannt, als sie gemeinsam mit den de Wroblewskys mit ihrem Kinderspektakel „Clemils Clowns-Circus“ einen monatlichen Sendeplatz in der Kinderreihe Guckkasten für kleine Leute erhielten. Die Sendung wurde sehr populär und erreichte im Fernsehen der DDR höchste Einschaltquoten. Clown „Ankeblümli“ wurde ein Kinderheld. 1982 stellte Anke Gerber das erste Modern-Dance-Solo der DDR vor und erhielt dafür die Goldmedaille des Ministers für Kultur. Es folgen gemeinsame Auftritte mit der Gruppe Bayon aus Weimar. Bis zu ihrer Ausbürgerung 1984 gehörte sie zu den erfolgreichsten Künstlern der DDR. 1985 erschien gemeinsam mit Clement de Wroblewsky ihr Buch Anatomie der Pantomime. Es gilt als das umfassendste Buch über Pantomime.
Anke Gerber lebt und arbeitet in Berlin und unterrichtet u. a. in der Theaterakademie in Graz/Österreich und an der Scuola Teatro Dimitri im Tessin (Schweiz).

## Zitate
- „So ähnlich sich Tanz und Pantomime äußerlich auch sein mögen, es gibt prinzipielle Unterschiede. Tanz ist elementare Lebensäußerung, Pantomime ist Darstellung.“
- „Eine Ausnahme unter den Artisten macht der Clown. Er ist der einzige im Zirkusprogramm, der - meistens ohne viele Worte - eine Geschichte erzählt. Entscheidend für seine Nummer ist nicht nur die artistische Leistung, sondern vor allem der szenische Inhalt, den er spielt.“
- „Wenn ich gut genug unterrichte, stellen die Schüler alle Fragen, auf die ich alleine nicht gekommen wäre.“[5]

## Filmografie
- 1980: Komödianten-Emil

## Werke
- mit Clement de Wroblewsky: Clemil-Clowns für Fortgeschrittene. Rasch und Röhring, Hamburg/Zürich 1985. ISBN 3-89136-029-0
- mit Clement de Wroblewsky: Anatomie der Pantomime. Rasch und Röhring, Hamburg/Zürich 1985. ISBN 3-89136-041-X